# Juan Forchetti
Juan Marcos Forchetti (Tres Arroyos, Buenos Aires, 1 de abril de 1981) es un exfutbolista argentino. Se desempeñaba como defensor central y su último equipo fue Fostiras FC de Grecia. Actualmente trabaja en este país como entrenador personal de alto rendimiento.

## Trayectoria
Criado en una zona rural correspondiente a la zona de Tres Arroyos, llega a la institución xeneize a la edad de 13 años. En Boca Juniors realiza su debut el 10 de febrero de 2002 en la victoria por 3 a 2 ante Belgrano. En el año 2003 se transforma en nuevo refuerzo de Metrostars, equipo de Estados Unidos, junto a sus compañeros José Ernesto Galván y Silvio Dulcich. En el conjunto de New York utiliza la camiseta número "6" y debuta el 14 de junio de ese mismo año en la derrota 3 a 2 frente a Chicago Fire en condición de local.
Luego de esta experiencia, pasó por Chacarita y Santamarina de Tandil, además de contar con una gran trayectoria en el fútbol de Grecia de alrededor de 8 años. En la actualidad se encuentra trabajando en este país como entrenador personal de alto rendimiento.

## Clubes
| Club                           | País           | Año         |
| ------------------------------ | -------------- | ----------- |
| Boca Juniors                   | Argentina      | 2002        |
| New York/New Jersey MetroStars | Estados Unidos | 2003        |
| Boca Juniors                   | Argentina      | 2004        |
| Chacarita                      | Argentina      | 2004 - 2005 |
| Santamarina de Tandil          | Argentina      | 2005 - 2006 |
| AO Egaleo                      | Grecia         | 2007 - 2008 |
| Fostiras FC                    | Grecia         | 2008 - 2013 |